# Marquesado de Dos Aguas

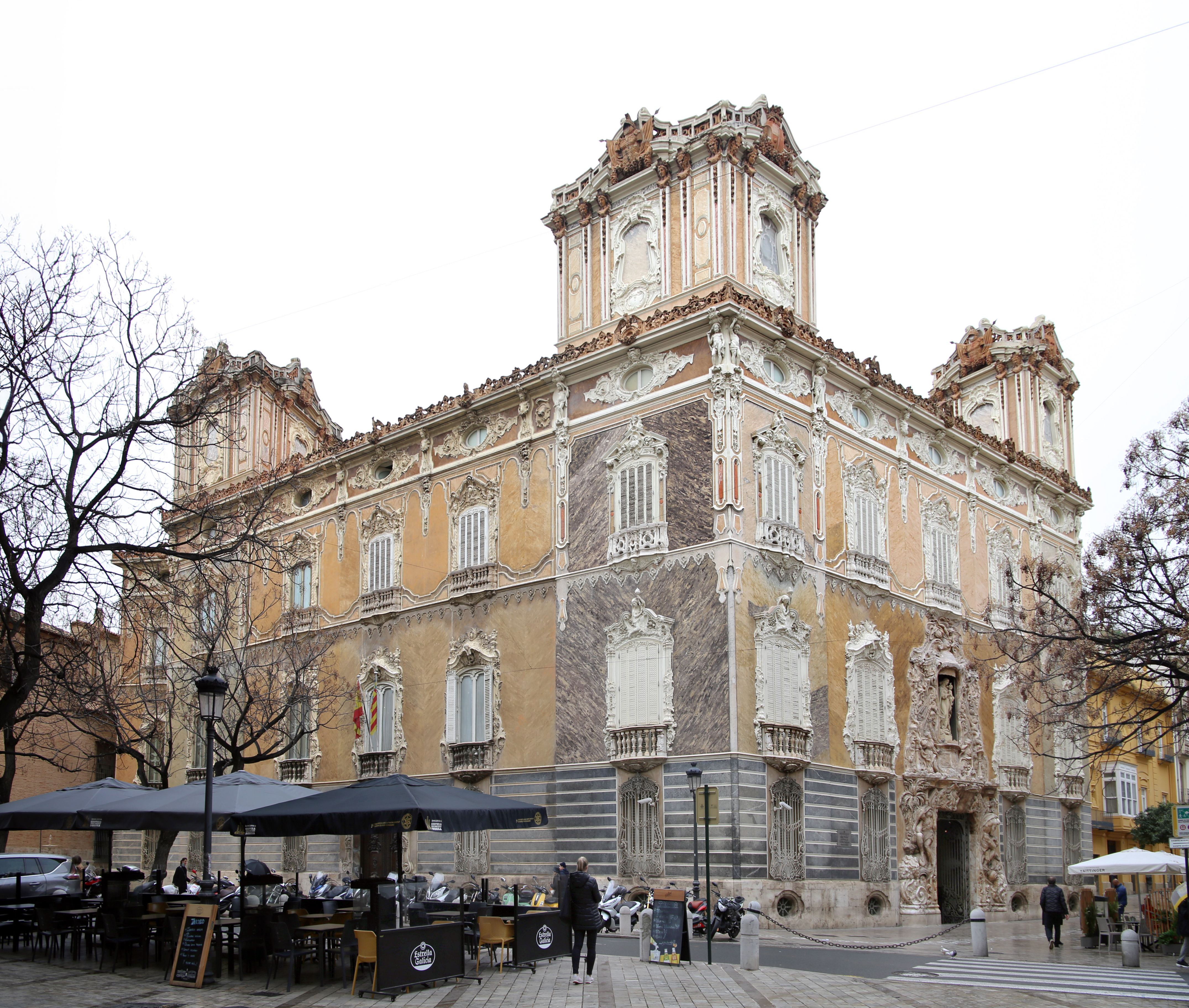
Palacio del Marqués de Dos Aguas.

El marquesado de Dos Aguas es uno de los principales señoríos valencianos, asentado en la Sierra de Dos Aguas. La denominación del marquesado hacía referencia al municipio valenciano de Dos Aguas, en el interior de la provincia de Valencia.
Giner Rabassa de Perellós, compró Dos Aguas y Madrona con autos elevados a público en Valencia el 11 de octubre de 1496. El primero del linaje Rabassa de Perellósprocede de la unión de Francisco de Perellós, de la casa de Perellós de los condes de Tolosa, en Francia, y de  Juana Rabassa, hija de Mosén Giner Rabassa, caballero, el cual dejó heredero a su nieto Giner con la condición que tomase el apellido y armas de los Rabassa.
Tras el fallecimiento del V marqués, Genaro María del Rosario Rabassa de Perellós y Palafox, sin descendencia, pasaría a María de los Dolores Sancliment, marquesa de Serdañola, quien cedería el título en 1851 a Vicente Dasí y Lluesma.

## Marqueses de Dos Aguas
|                                  | Periodo                                                | Titular                          |
| Creación por Carlos II de España | Creación por Carlos II de España                       | Creación por Carlos II de España |
| -------------------------------- | ------------------------------------------------------ | -------------------------------- |
| I                                | Giner Ramón (Raimundo) Rabassa de Perellós y Rocafull  | 1699-1720                        |
| II                               | Giner Rabassa de Perellós y Pardo de la Casta          | 1720-1735                        |
| III                              | Giner Rabassa de Perellós y Lanuza                     | 1735-1765                        |
| IV                               | Giner Francisco Rabassa de Perellós y Lanuza           | 1765-1820                        |
| V                                | Giner María del Rosario Rabassa de Perellós y Palafox  | 1820-1843                        |
| VI                               | María de los Dolores Sancliment, marquesa de Serdañola | 1843-1851                        |
| VII                              | Vicente Dasí y Lluesma                                 | 1851-1893                        |
| VIII                             | María del Carmen Dasí y Moreno                         | 1893-1894                        |
| IX                               | Rosalía Dasí y Moreno                                  | 1899-1914                        |
| X                                | María del Rosario de Casanova y Dasí                   | 1914-1923                        |
| XI                               | María de la Concepción Dasí y Moreno                   | 1923-1959                        |
| XII                              | Rafael de Rojas y Dasí                                 | 1959-1982                        |
| XIII                             | Pascual de Rojas y Cárdenas                            | 1982-2022                        |
| XIV                              | Consuelo Berta de Rojas Zabala                         | 2023-                            |